# IC 1997
IC 1997 је спирална галаксија у сазвјежђу Мрежица која се налази на листи објеката дубоког неба у Индекс каталогу.
Деклинација објекта је - 59° 8' 15" а ректасцензија 3h 44m 51,9s. Привидна величина (магнитуда) објекта IC 1997 износи 13,3 а фотографска магнитуда 14,2. IC 1997 је још познат и под ознакама ESO 117-7, IRAS 03437-5918, PGC 13740.